# Тия (город)
Тия (Тийа, Тыйя) — город в южной части Эфиопии с 3363 жителями (2005). Расположен в зоне Гураге (англ. Gurage Zone) региона Народов и народностей юга к югу от Аддис-Абебы, на границе с регионом Оромия.
Рядом с городом сохранились 36 доисторических стел. Возраст и происхождение достоверно не установлены. Они очень похожи на стелы в Аксуме, которые также находятся в Эфиопии, но старше и выше их. Эти стелы — археологический объект Всемирного наследия с 1980 года.